# Marian Zawisła

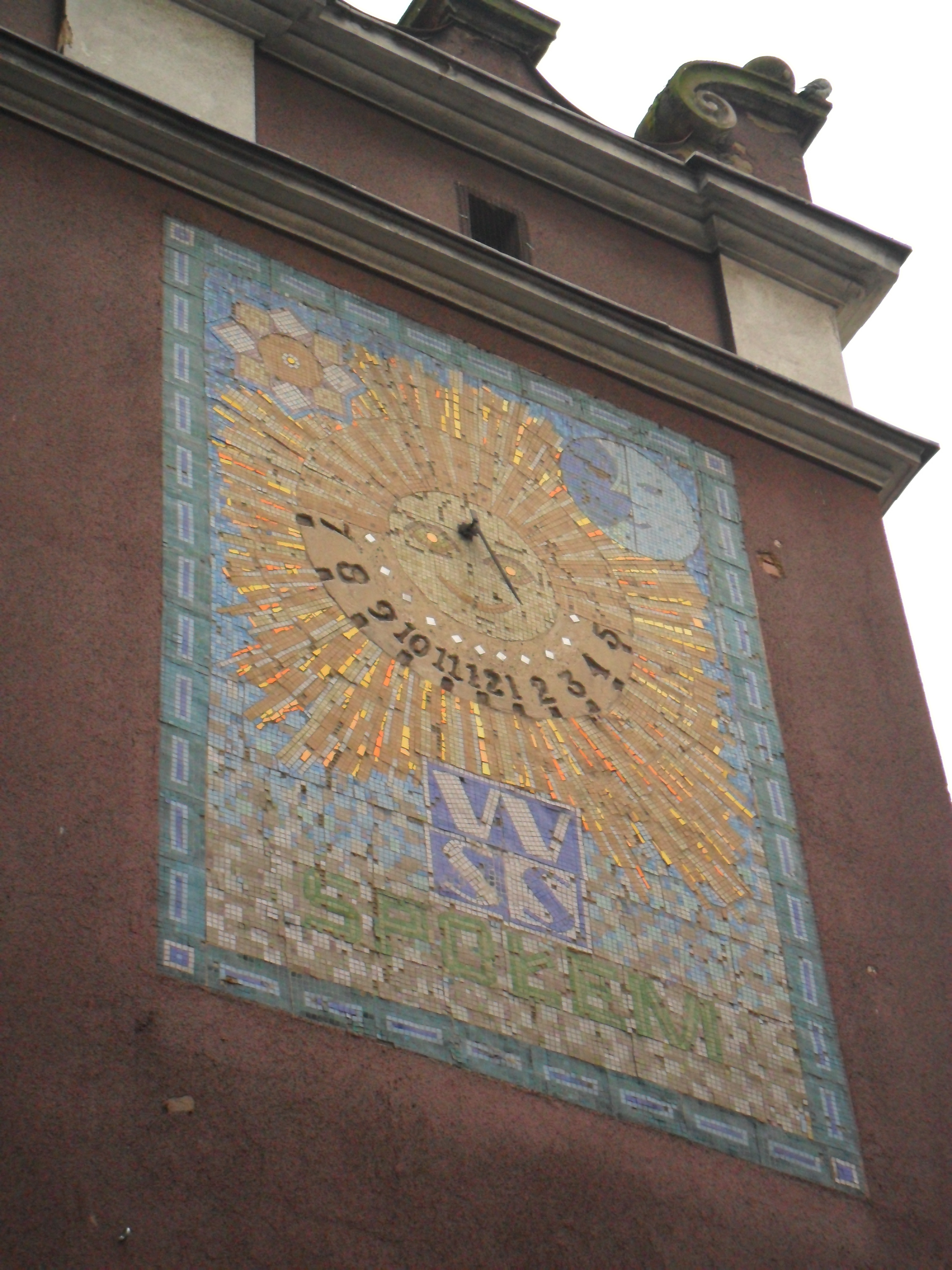
Zegar słoneczny na kamienicy na rogu rynku i ulicy Długiej w Raciborzu zaprojektowany przez Mariana Zawisłę

Marian Zawisła (ur. 25.09.1942 w Rozwadowie - obecnie Stalowa Wola, zm. 4 lipca 2017 w Raciborzu) – polski artysta plastyk.

## Życiorys
W latach 1957–1962 kształcił się w Państwowym Liceum Sztuk Plastycznych w Jarosławiu. Studiował również w Akademii Sztuk Pięknych im. Jana Matejki w Krakowie. Zajmował się głównie malarstwem i grafiką użytkową, ale tworzył również mozaiki. Od 1970 związany był z Muzeum w Raciborzu, gdzie był między innymi kierownikiem Pracowni Plastycznej. Uczestniczył zarówno w wystawach zbiorowych jak i indywidualnych. Swoje prace prezentował między innymi na wystawie indywidualnej w Poczdamie w 1975 oraz na wystawach w Muzeum w Raciborzu w latach 1992 i 2002. Był również członkiem Komisji Estetyki Miasta, działającej przy Urzędzie Miasta Raciborza oraz Komitetu Odbudowy Zamku Piastowskiego. Marian Zawisła był także twórcą projektu graficznego herbu Raciborza, zatwierdzonego uchwałą Rady Miasta oraz autorem mozaik przy ulicy Długiej w Raciborzu, w tym zegara słonecznego wykonanego 1974.